# Wulkau
Wulkau ist ein Ortsteil der Gemeinde Kamern in der Verbandsgemeinde Elbe-Havel-Land im Nordosten des Landkreises Stendal in Sachsen-Anhalt.

## Geografie
Wulkau, ein Dorf mit Kirche, liegt acht Kilometer südlich von Havelberg und drei Kilometer nordwestlich von Kamern im Landschaftsschutzgebiet „Untere Havel“. Zwei Kilometer östlich strömt die Elbe und 10 Kilometer westlich die Havel nach Norden.
Die Gemarkung Wulkau liegt am Rande des ausgedehnten Flachlandes zwischen Elbe, Havel und dem Land Schollene, einem waldreichen Endmoränenbogen. Im Osten der Gemarkung fließt der Trübengraben in den Rahnsee im Fauna-Flora-Habitat-Gebiet „Kamernscher See und Trübengraben“.

## Geschichte

### Mittelalter bis Neuzeit
Das Dorf Wulkau wurde erstmals 1367 in einer Urkunde als villa Wulckaw und villa Wulkow erwähnt, als der Magdeburger Erzbischof Dietrich Kagelwit ein Hospital zu Sandau stiftete.  Zwischen 1370 und 1400 wird ein zu Sandau gehöriges Wulkow mit 4 Höfen im Lehnbuch der Magdeburger Erzbischöfe Albrecht III und Peter genannt.
Nach den Zerstörungen im Dreißigjährigen Krieg wurde Wulkau allmählich wieder besiedelt.
In Wulkau konnte sich eine verhältnismäßig wohlhabende Schicht von Bauern etablieren, da sich im Dorf kein Rittergut befand. Im Jahre 1819 hatte die Gemeinde den größten Teil der Wulkauer Ländereien vom Domänenamt Sandau gekauft. 1829 verkaufte sie davon einen Teil der Weiden mit den Holländereigebäuden an den Militärfiskus.
Bis auf einige Gebäude brannte der Ort am 28. April 1858 völlig nieder. Die Magdeburgische Land-Feuer-Societät, eine Versicherung, erstattete Brandschäden im Wert von 49.071 Reichstalern, eine enorme Summe. Anschließend wurde der Ort mit großen und zweckmäßigen Gehöften neu aufgebaut.
Zu DDR-Zeiten unterhielt die Deutsche Reichsbahn im Ort ein Ferienlager für die Kinder ihrer Betriebsangehörigen. Seit 1993 werden die Gebäude durch ein Suchthilfezentrum mit einem Beschäftigungsbereich im Ort genutzt.

### Archäologie
1962 wurde in einer Kiesgrube östlich von Wulkau eine Kegelhalsterrine aus der frühen Eisenzeit mit Leichenbrand geborgen und an das Museum in Havelberg übergeben.

### Eingemeindungen
Wulkau gehörte früher zum zweiten Distrikt im Jerichowschen Kreis im Norden des Herzogtums Magdeburg. 1816 kam es zum Kreis Jerichow II, dem späteren Landkreis Jerichow II in der preußischen Provinz Sachsen.
Am 20. Juli 1950 wurde die bis dahin eigenständige Gemeinde Wulkau nach Sandau eingemeindet.
Am 1. Januar 1957 wurde der Ortsteil Wulkau wieder aus der Stadt Sandau (Elbe) ausgegliedert und entstand als politisch selbstständige Gemeinde neu.
Am 1. Juli 1994 wurde sie dem Landkreis Stendal zugeordnet.
Bis zum 31. Dezember 2009 war Wulkau eine selbstständige Gemeinde. Durch einen Gebietsänderungsvertrag beschloss der Gemeinderat der Gemeinde Wulkau am 2. Juni 2009, die Gemeinde Wulkau in die Gemeinde Kamern einzugemeinden. Dieser Vertrag wurde vom Landkreis als untere Kommunalaufsichtsbehörde genehmigt und trat am 1. Januar 2010 in Kraft.

### Einwohnerentwicklung
| Jahr | Einwohner |
| ---- | --------- |
| 1782 | [00]323   |
| 1818 | [0]396    |
| 1840 | [0]520    |
| 1864 | [00]556   |
| 1867 | 575       |
| 1871 | 568       |

| Jahr | Einwohner |
| ---- | --------- |
| 1905 | 566       |
| 1910 | 558       |
| 1925 | 573       |
| 1933 | 533       |
| 1939 | 503       |
| 1946 | 759       |

| Jahr | Einwohner |
| ---- | --------- |
| 1964 | 420       |
| 1971 | 486       |
| 1990 | [00]471   |
| 2006 | [00]450   |
| 2009 | [00]437   |
| 2014 | [00]387   |

| Jahr | Einwohner |
| ---- | --------- |
| 2017 | [00]369   |
| 2018 | [00]374   |
| 2019 | [00]379   |
| 2020 | [00]361   |
| 2021 | [00]373   |
| 2022 | [0]379    |

Quellen: 1867 bis 1971 Unterlagen der Volkszählung

## Religion
Die evangelischen Kirchengemeinde Wulkau, die früher zur Pfarrei Schönfeld bei Sandau an der Elbe gehörte, wird heute betreut vom Pfarrbereich Sandau des Kirchenkreises Stendal im Propstsprengel Stendal-Magdeburg der Evangelischen Kirche in Mitteldeutschland.
Die ältesten überlieferten Kirchenbücher für Wulkau stammen aus dem Jahre 1705. Ältere Einträge sind bei Kamern zu finden.
Die katholischen Christen gehören zur Pfarrei St. Elisabeth in Tangermünde im Dekanat Stendal im Bistum Magdeburg.

## Politik

### Bürgermeister
Seit 2012 ist Wulkau Ortsteil von Kamern zusammen mit Schönfeld.
Der Bürgermeister ist seitdem Klaus Beck.

### Wappen
Blasonierung: „In Gold ein stehender schwarzer Stier mit silbernem Gehörn und Hufen.“
Die Gemeinde griff einen alten Wappenentwurf des Magdeburger Staatsarchivrates Otto Korn aus den 1930er Jahren auf. Es wurde lediglich die farbliche Gestaltung verändert. Der Bulle im Wappen soll außerdem auf die lange Zeit im Ort bestehende Bullenzucht hinweisen.
Das Wappen wurde vom Magdeburger Kommunalheraldiker Jörg Mantzsch gestaltet.
Die Farben von Wulkau sind: Schwarz – Gold (Gelb).

### Flagge
Wulkau hat eine schwarz-gelbe Streifenflagge mit aufgelegtem Wappen.

## Kultur und Sehenswürdigkeiten

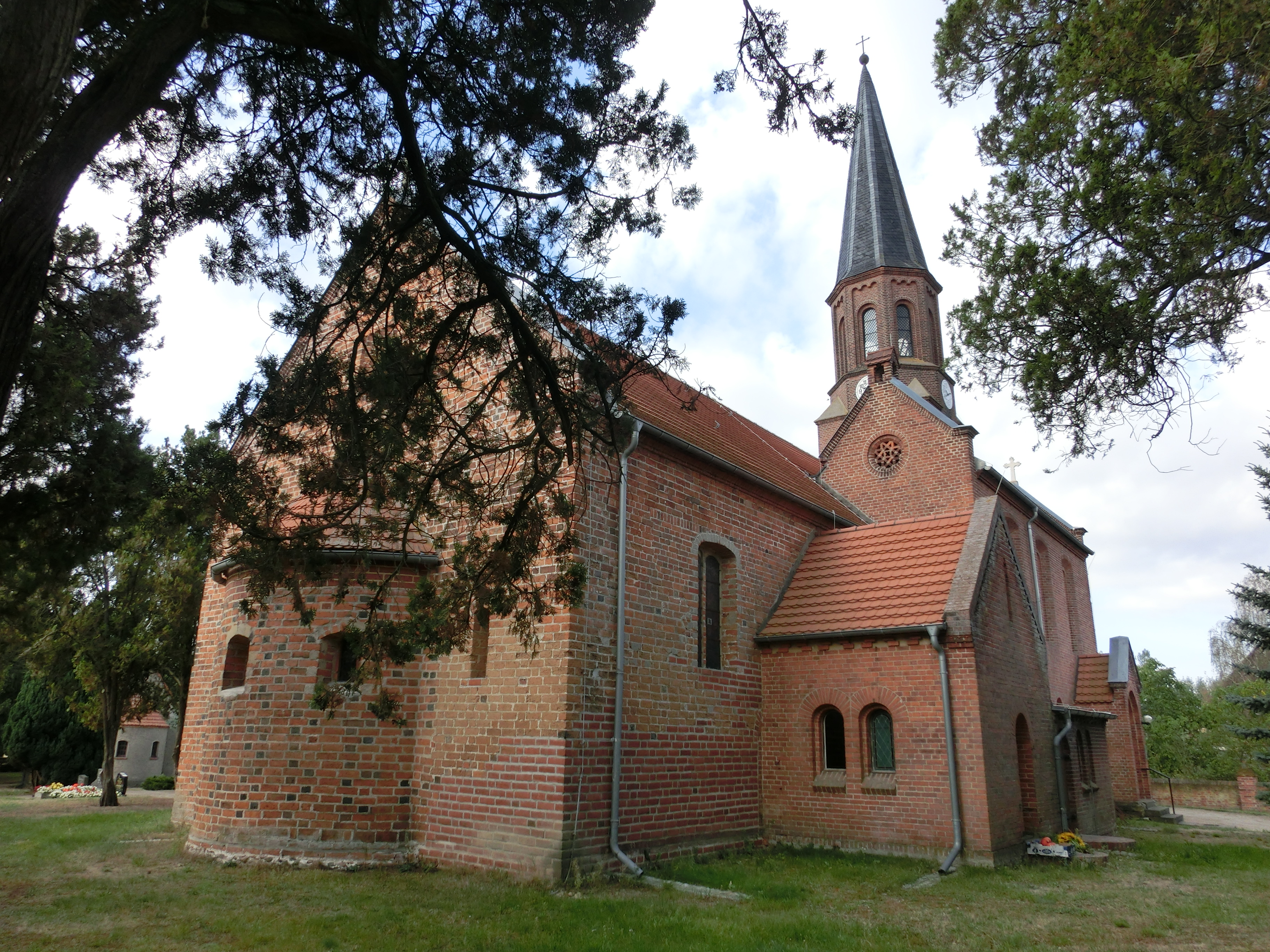
Dorfkirche Wulkau

- Die evangelische Dorfkirche Wulkau, ein neuromanisches dreischiffiges Hallenlanghaus, ist zwischen 1863 und 1864 errichtet worden, nachdem 1839 das alte Schiff durch einen Blitzeinschlag mit anschließendem Brand beschädigt worden war.[27]
- Die Kirche steht auf dem Ortsfriedhof.
- In Wulkau steht ein Denkmal für die Gefallenen des Ersten und Zweiten Weltkrieges vor der Kirche, eine Sandsteinstele mit einem krönenden eisernen Kreuz.[28]

## Wirtschaft und Infrastruktur
Neben der Landwirtschaft spielt zunehmend der sanfte Tourismus eine Rolle in Wulkau (Reittouristik).

### Verkehrsanbindung
Die Bahnstrecke Schönhausen–Sandau wurde 1997 stillgelegt. Die nächsten Bahnhöfe sind über 20 Kilometer von Wulkau entfernt (Schönhausen (Elbe), Rathenow und Glöwen).
Der öffentliche Personennahverkehr wird unter anderem durch den PlusBus des Bahn-Bus-Landesnetz Sachsen-Anhalt erbracht. Folgende Verbindung, betrieben von der Stendalbus, führt durch Wulkau:
- Linie 900: Stendal/Tangermünde ↔ Fischbeck ↔ Schönhausen ↔ Wulkau ↔ Havelberg ↔ Glöwen

Wulkau liegt an der Bundesstraße 107 von Havelberg nach Genthin. Von der B 107 zweigt in Wulkau die Landstraße nach Rathenow ab.

## Persönlichkeiten
- Hannelore Horn (1929–2023), Politikwissenschaftlerin und Hochschullehrerin